# Polyrhachis paromala
Polyrhachis paromala är en myrart som beskrevs av Smith 1863. Polyrhachis paromala ingår i släktet Polyrhachis och familjen myror.

## Underarter
Arten delas in i följande underarter:
- P. p. paromala
- P. p. tobias